# 大南河 (新兴江)
大南河，又称东门河，位于中国广东省新兴县境内，是新兴江右岸支流，由船岗河、集成河和共成河汇合而成，主干流船岗河发源于新兴县南部的猫爪岭，蜿蜒向北流经六祖镇的河步村、水湄村（原属船岗镇）及县城新城镇，最后于县城北郊的洞口圩（原属洞口镇）汇入新兴江。河长30.8千米，平均比降7.5‰，流域面积337平方千米。